# Platyameridae
Platyameridae är en familj av kvalster. Platyameridae ingår i överfamiljen Eremelloidea, ordningen Sarcoptiformes, klassen spindeldjur, fylumet leddjur och riket djur. Enligt Catalogue of Life omfattar familjen Platyameridae 15 arter. 
Kladogram enligt Catalogue of Life:
| Platyameridae | \| \| Gymnodampia \| \| \| \| \| \| Platyamerus \| \| \| \| |
|               | \| \| Gymnodampia \| \| \| \| \| \| Platyamerus \| \| \| \| |
|               | Arceremaeidae                                               |
|               |                                                             |
|               | Caleremaeidae                                               |
|               |                                                             |
|               | Eremellidae                                                 |
|               |                                                             |
|               | Machadobelbidae                                             |
|               |                                                             |
|               | Oribellidae                                                 |
|               |                                                             |
|               | Spinozetidae                                                |
|               |                                                             |
|               | Gymnodampia                                                 |
|               |                                                             |
|               | Platyamerus                                                 |
|               |                                                             |

|  | Gymnodampia |
|  |             |
|  | Platyamerus |
|  |             |